# Akwen

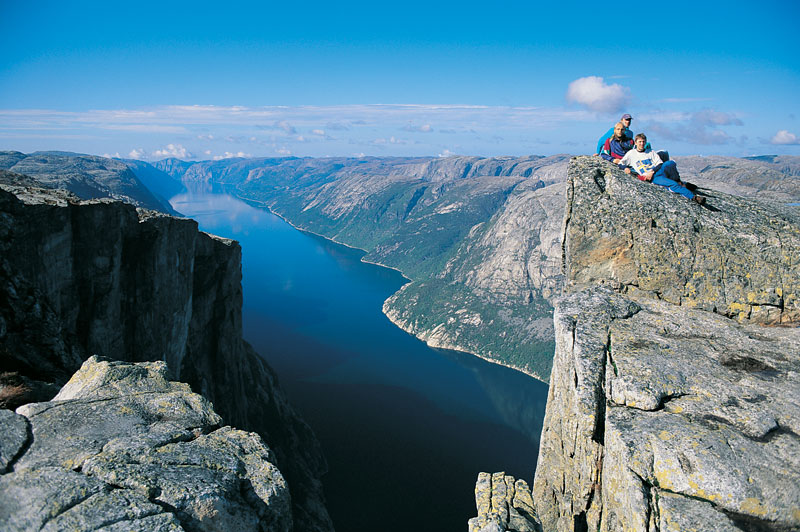
Lysefjorden w Norwegii

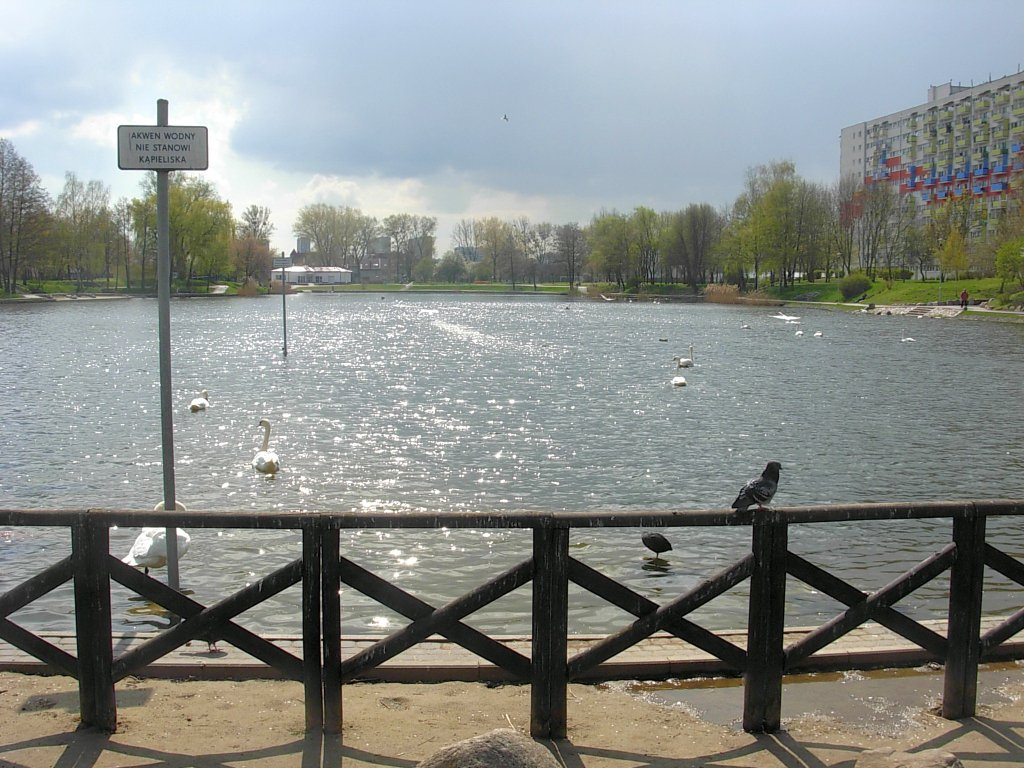
Staw osiedlowy w dzielnicy Bartodzieje w Bydgoszczy

Akwen – każdy dowolnie określony fragment powierzchni wodnej. Do akwenów zalicza się zarówno naturalne zbiorniki wodne takie jak np. oceany, morza, jeziora, naturalne cieki jak np. rzeki, jak i sztuczne zbiorniki wodne, kanały wodne i wodne części portów wodnych.
Termin utworzony analogicznie do słowa teren (łac. terra – ziemia) od łacińskiego słowa aqua oznaczjącego wodę. Z tego względu wyrażenie akwen wodny jest krytykowanym pleonazmem.